# Jezdectvo

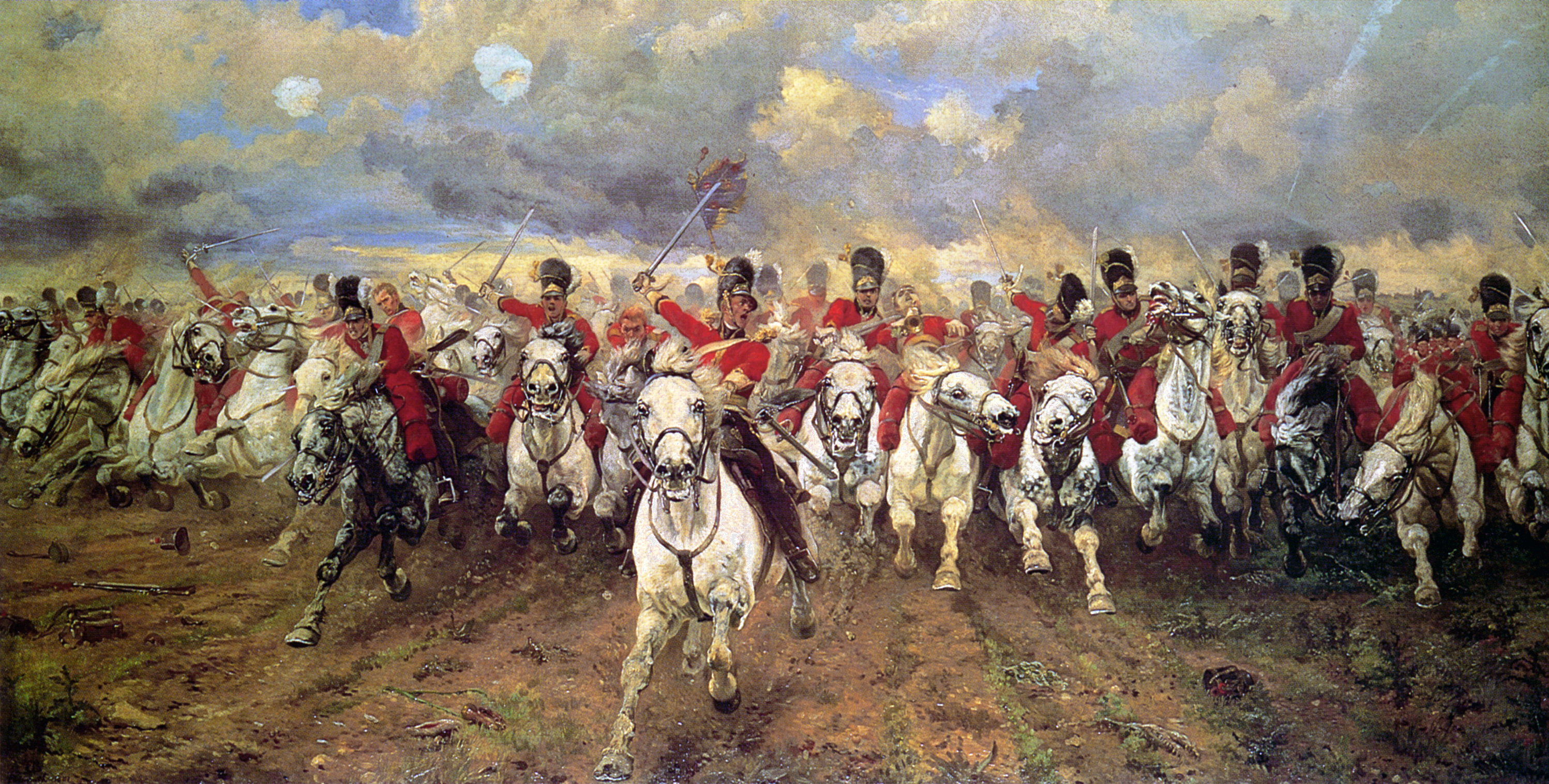
Obraz Scotland Forever!, útok Scots Greys během bitvy u Waterloo

Jezdectvo, jízda nebo též kavalerie jsou oddíly vojáků bojujících na koních, v minulosti se též ojediněle využívalo velbloudů či slonů. Jezdectvo tvořilo od starověku až do počátku 30. let 20. století významnou součást většiny armád. Jednalo se o nejprestižnější jednotky, kde většinou sloužila šlechta a příslušníci králova dvoru. V moderní době bylo většinou nahrazeno motorizovanými jednotkami.
Proti pěchotě se vyznačuje vysokou rychlostí přesunů po bojišti i mimo ně. Nevýhodou je naopak vyšší cena, nutnost zaopatřovat potravu a péči koním, větší nápadnost a s ní související větší zranitelnost střelnými zbraněmi a nižší prostupnost některými druhy terénu (hory, lesy). Proto málokdy v historii existovaly čistě jezdecké armády. (Velké jízdní armády měli např. Mongolové.)

## Historie

### Původ

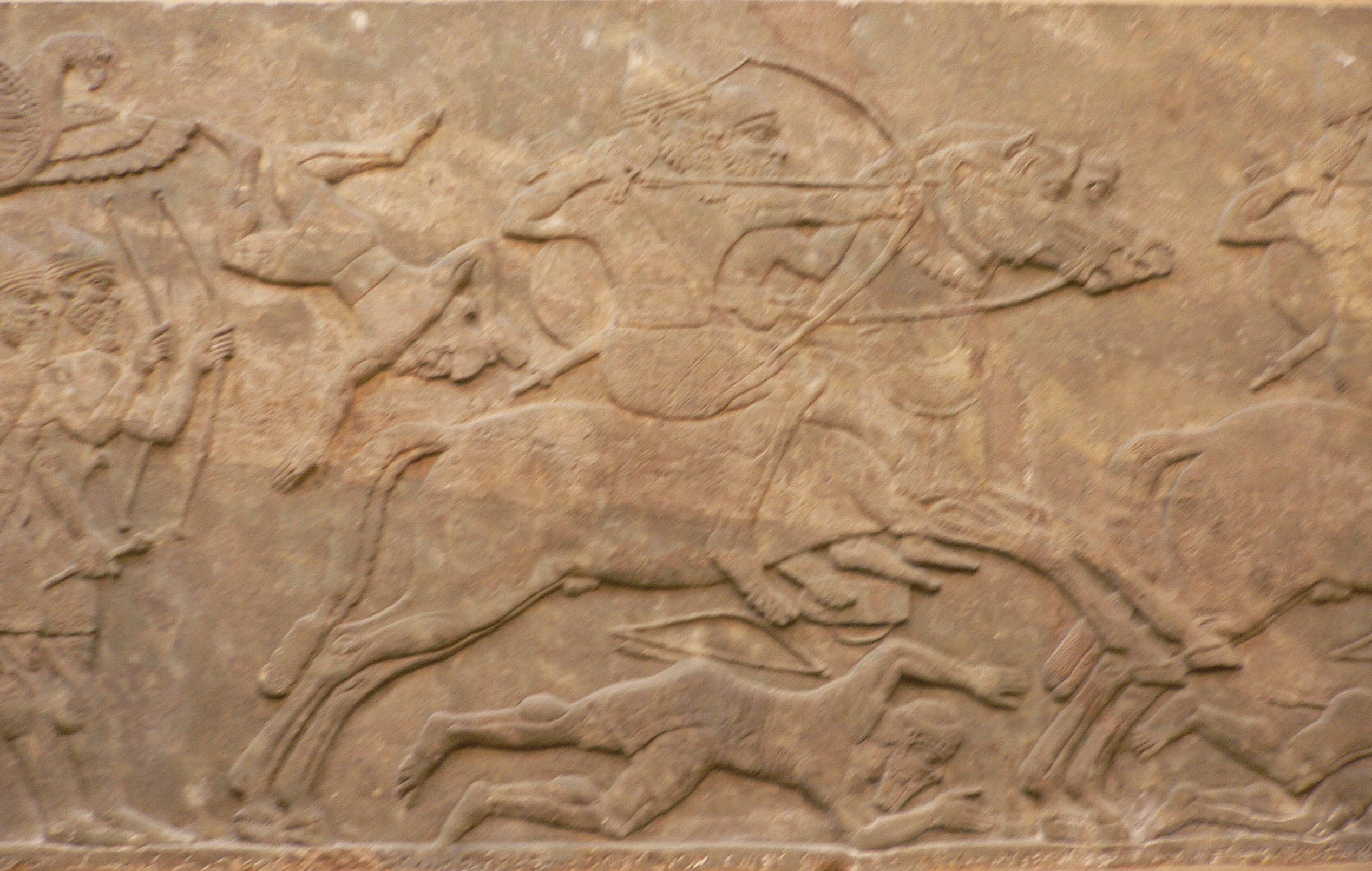
Jezdectvo Asyřanů

Před zavedením jízdy na koni se koně ve vojenství používali pouze k tažení válečných vozů.  S postupem času válečné vozy začínaly mizet a byly nahrazovány jezdci na koních. Poslední zaznamenané použití válečných vozů v boji nastalo v Bitvě u Telamonu roku 225 př. n. l. Jezdecké oddíly se staly na Blízkém východě běžnými až po roce 900 př. n. l. 
Na obrázku vpravo jsou vyobrazeny jednotky asyrského jezdectva kolem roku 860 př. n. l. V této době nepoužívali sedla ani ostruhy, což jízdu značně komplikovalo. Asyřané jezdili ve dvojicích, kde vedoucí jezdec řídil oba koně, zatímco druhý byl specializovaný střelec.

### Antické Řecko: Městské státy a Makedonie
Řekové obecně používali více pěchoty než jízdy. Jejich jezdectvo bylo tvořeno výhradně muži, kteří si mohli drahé válečné koně dovolit. Jezdci nosili kopí či oštěpy a nepoužívali štíty či brnění.
Makedoňané také měli elitní jednotky kavalerie, nazývané hetairoi, kterým velel přímo král. Za Alexandra Makedonského dosahoval počet hetairoi počtu 1800 mužů.
Alexandr Makedonský měl ve svém vojsku také thesálské jezdce, kteří byli pravděpodobně nejlepším jezdectvem v Řecku, nicméně v makedonské armádě zastávali pouze vedlejší roli.

### Středověcí rytíři
Za Karla Velikého se začali objevovat rytíři, tedy dobře vyzbrojení příslušníci těžké jízdy. Zpočátku bylo rytířství převážně spojováno s vlastněním správné výzbroje a koněm, avšak s časem si vytvořilo vlastní mravní kodex a získalo výsady.
Výchova rytíře začínala již v útlém věku a rytíři byli elitními jednotkami, tedy tvořili jen malou část středověkých armád. Proto se používali hlavně pro šokové útoky, tedy ofensivní manévry s cílem narušit nepřítelovu sebedůvěru, vytvořit psychologický nátlak a donutit ho k ústupu.
S rozvojem střelných zbraní začali rytíři v plátové zbroji ztrácet účinnost. V kombinaci s délkou výcviku a značnými náklady na výzbroj rytíře jako těžká kavalerie vymizeli.

### Evropa 18. až 20. století
V dobách napoleonských válek bylo jezdectvo vyzbrojeno jak chladnými zbraněmi v podobě šavlí, které byly hlavní zbraní jezdců, tak střelnými zbraněmi v podobě pistolí a pušek. Jezdecké oddíly byly v této době členěny na těžké, dragouny a lehké. Těžkou jízdu představovali kyrysníci, kteří stále nosili kyrys a sloužili obdobně jako středověcí rytíři převážně k šokovým útokům. Dragouni, někdy také označovaní jako řadová jízda sloužili jak k útoku, tak pro jiné úkoly jako lehká jízda, tedy diverze a obchvaty, byli také cvičeni k pěšímu boji po sesednutí z koní. Lehká jízda jakožto nejhbitější sloužila hlavně k provádění průzkumu a podpoře těžších oddílů.
V průběhu 19. století docházelo v Evropě postupně k upozadění těžké jízdy a většímu důrazu na dragounské jednotky, které byly nasazovány jako jízdní pěchota. Výzbroj jezdectva se postupně sjednocovala a místo pistolí a pušek byly koncem 19. století ve výzbroji již běžně karabiny a revolvery.
I přes vývoj rychlopalných zbraní si armády v Evropě uchovaly jezdecké oddíly jak po dobu 1. světové války tak až do 2. světové války, hlavně Polsko, Sovětský Svaz a Německo. V Československé armádě byly dragounské pluky ve 30. letech 20. století začleněny do rychlých divizí a k jejich zániku došlo po okupaci v březnu 1939 a rozpuštění armády.